# 手代木史织
手代木史织（1978年4月13日—）是日本一位女漫画家。出身於日本东北宫城县石卷市，血型A型。活跃于秋田书店的杂志之中。由于非常喜欢车田正美的作品，尤其是圣斗士星矢，所以才立志成为一个漫画家。从2006年开始于週刊少年Champion连载车田正美原作，她本人执笔绘画的漫画《圣斗士星矢 THE LOST CANVAS 冥王神话》。（车田还在手代木执笔的除灵少女的第一卷漫画的书腰上写了推荐文，顺带一提第二卷是高桥美由纪。）从星矢LC第三卷漫画开始在漫画中附带在作品中登场的新生圣衣还有原创冥衣的分解图。

## 作品列表
一般向
- 《她消逝的日子》（彼女が飛んだ日）
- 《除灵少女～死者沉眠于荒野～》（キーリ～死者たちは荒野に眠る～）／原作・壁井有可子
- 《圣斗士星矢 THE LOST CANVAS 冥王神话》原作・车田正美（單行本全25卷）
- 《聖鬥士星矢 THE LOST CANVAS 冥王神話外傳》原作・车田正美（單行本全16卷）
- 《Dear my DOLL～機器娃娃的誓約（原创短篇集）》（Dear my DOLL～きみとの約束（オリジナル短編集））

成人向
- 《正妹宅急便》
  1. 《Delivery》（デリバリー）／原案・太田塔子
  2. 《Delivery 2～60分钟15000日元的我们》（デリバリー２～60分15000円の私たち）／原案・太田塔子